# Aloe variegata
Aloe variegata é uma espécie de liliopsida do gênero Aloe, pertencente à família Asphodelaceae.